# Вильма (ураган)
Ураган «Вильма» (англ. Hurricane Wilma) — самый интенсивный тропический циклон из всех, когда-либо зарегистрированных в Атлантическом океане. Это был 22-й тропический шторм (включая один субтропический циклон), тринадцатый ураган, шестой крупный ураган и четвёртый ураган 5 категории рекордного сезона 2005 года. Тропическая депрессия образовалась в Карибском море недалеко от Ямайки 15 октября, направилась на запад и через два дня усилилась в тропический шторм, который резко повернул на юг и получил название «Вильма». Вильма продолжал усиливаться и 18 октября в конечном итоге превратился в ураган. Вскоре после этого произошло взрывное усиление, и всего за 24 часа Вильма превратился в ураган категории 5 со скоростью ветра 185 миль в час (298 км/ч). На пике интенсивности глаз урагана сжался до рекордно минимального диаметра 2,3 мили (3,7 км).
Вильма выходил на сушу несколько раз, вызвав наибольшие разрушения на полуострове Юкатан, на Кубе и в штате Флорида. От урагана погибли 87 человек, а убытки составили около 26,5 млрд долларов США (из них 21 млрд в США, по ценам 2005 года), что ставит этот ураган на 12 место в списке самых «убыточных» ураганов Атлантического океана.

## Метеорологическая история

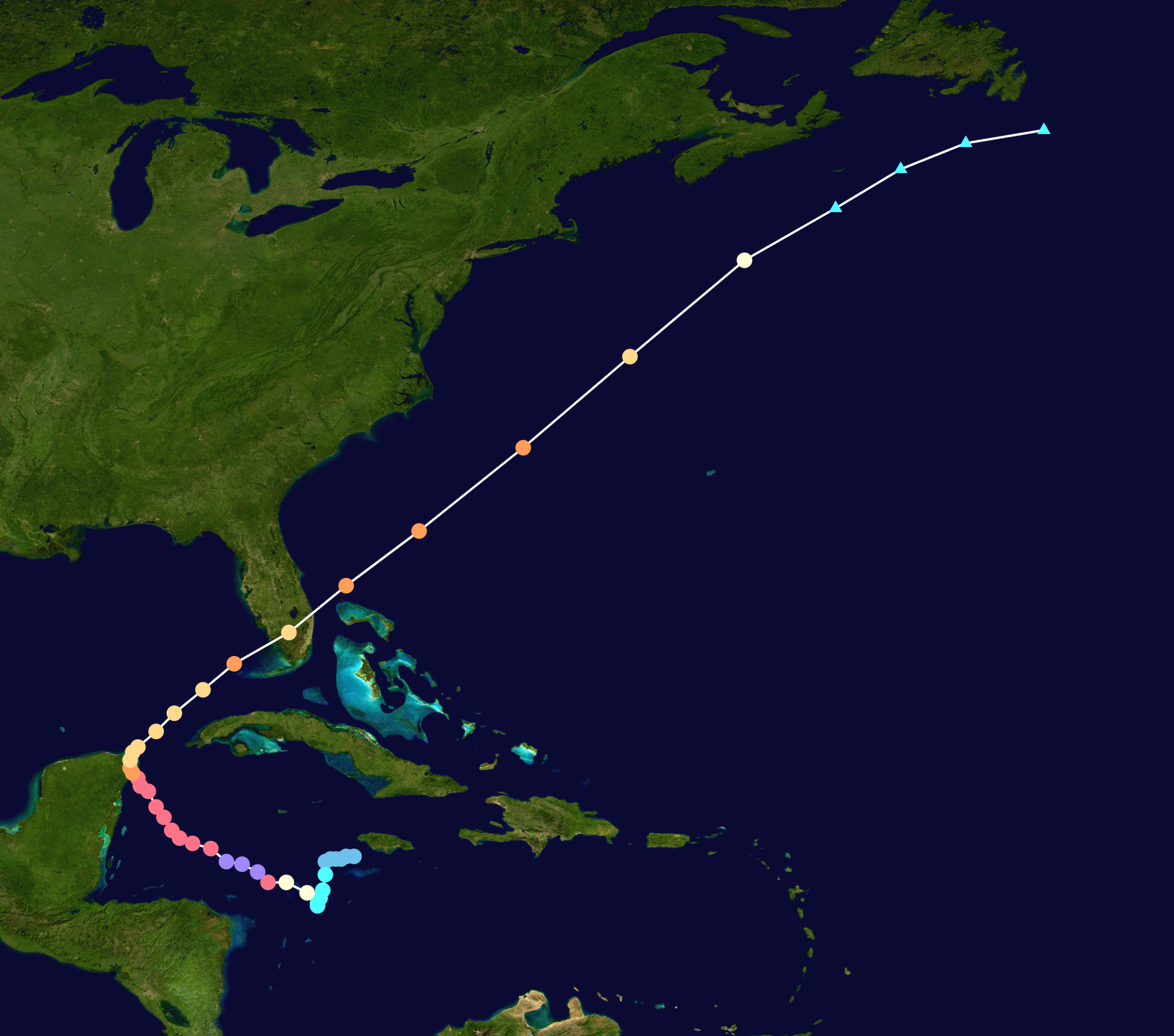
Карта с указанием курса и интенсивности шторма по шкале Саффира — Симпсона